# Penedo (Rio de Janeiro)

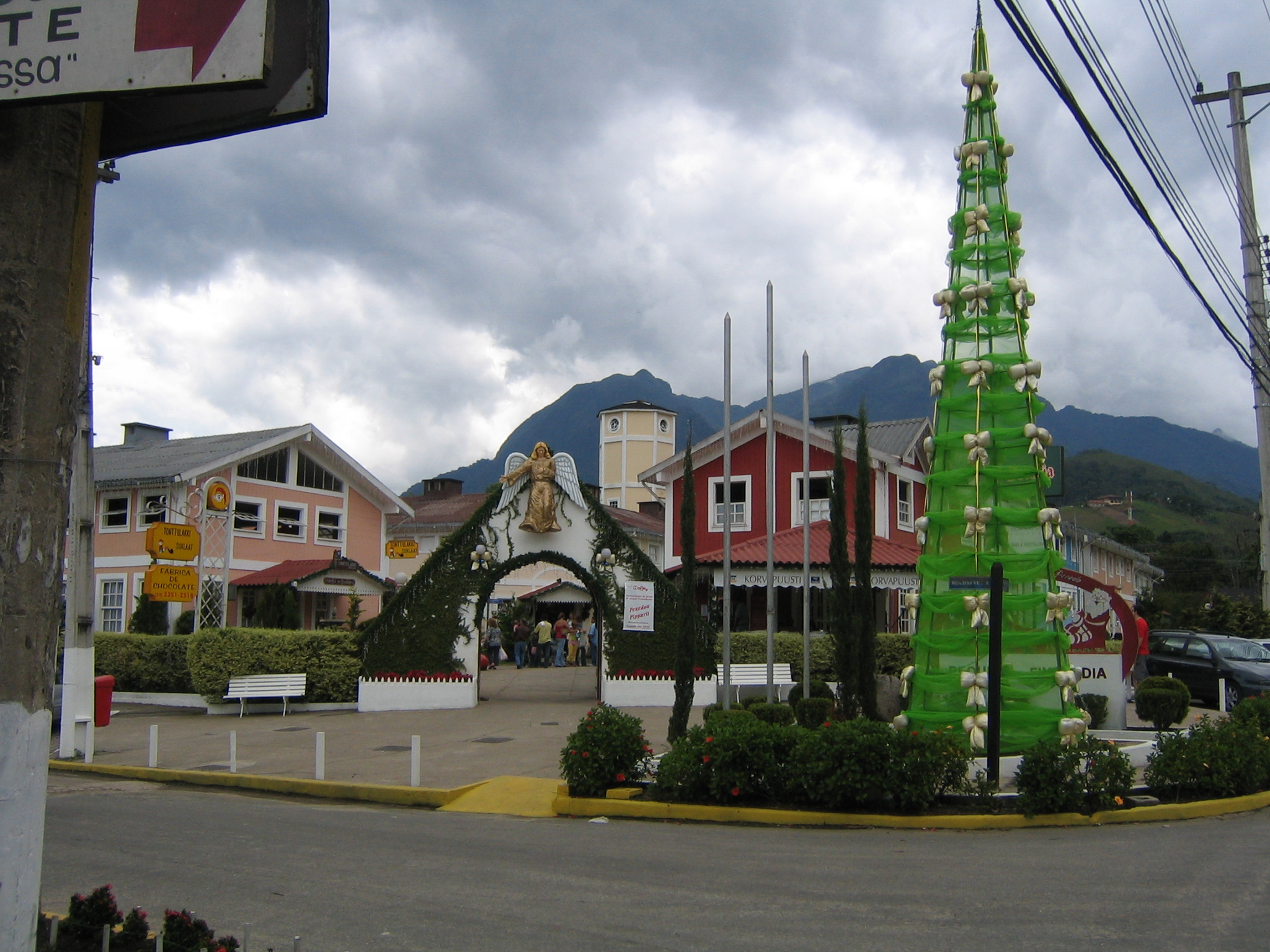
L'ingresso del villaggio che ospita la casa di Babbo Natale

Penedo è un distretto ed un parco ecologico del comune di Itatiaia, nello stato di Rio de Janeiro, in Brasile.
Distante pochi chilometri dalla città di Resende, fu colonizzato da finlandesi all'inizio del secolo ed oggi ha come attività principale il turismo, ospitando infatti una cinquantina di hotels e posade, oltre ad una quarantina tra ristoranti e bar. L'attrazione che suscita è dovuta alle possibilità che offre per il trekking, sia a piedi che a cavallo, ed alle svariate cascate che attraggono molti turisti per la classica gita fuori porta domenicale. Penedo ospita inoltre la sede ufficiale della Casa di Babbo Natale nell'emisfero sud.

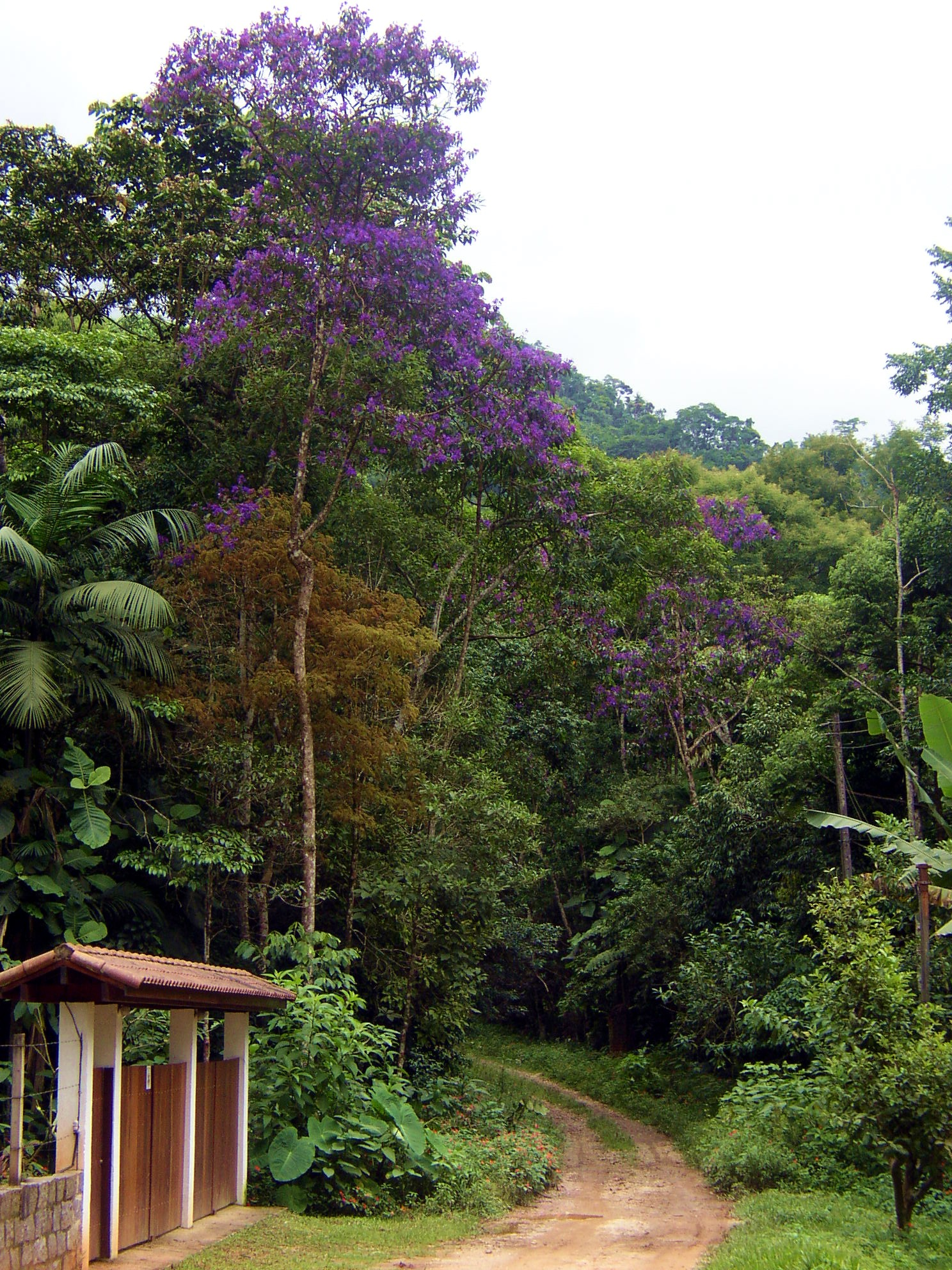
La natura rigogliosa che circonda Penedo

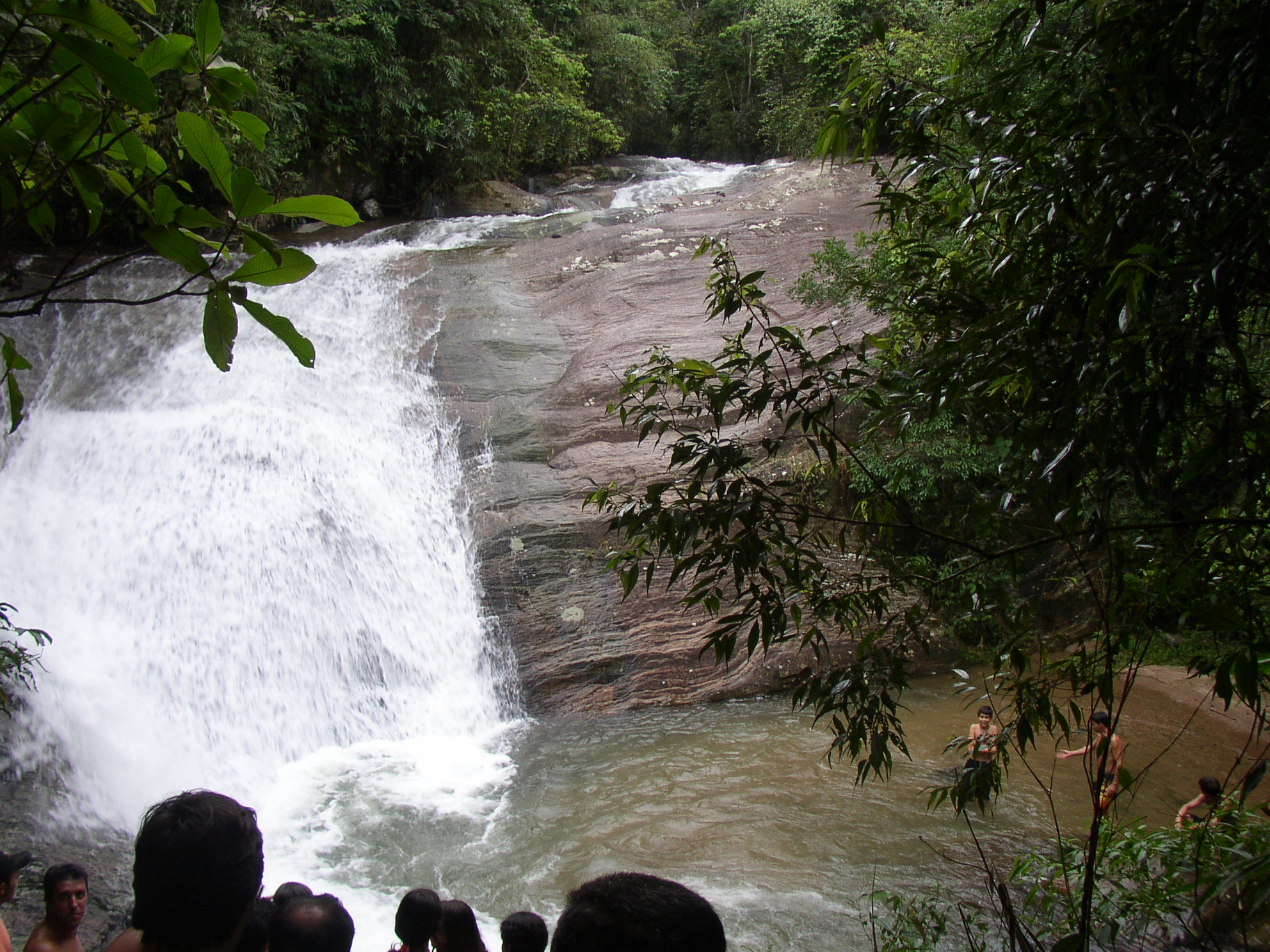
Una delle cascate nei dintorni di Penedo,Cachoeira de Deus

## Storia
Si può far risalire la fondazione di Penedo al 28 gennaio 1929, un finlandese di nome Toivo Uuskallio comprò la Fazenda Penedo, localizzata nella Valle del Paraiba, 2º distretto di Resende. Toivo arrivava dalla terra natia, ma era già stato in Brasile dal 1927 al 1928, dove aveva lavorato in una fazenda di proprietà di un monastero a Volta Redonda, praticando una vita a stretto contatto con la natura ed il sole, apprezzando il clima del luogo e seguendo una dieta vegetariana e priva di alcolici, di caffè e di tè. Tornò quindi in Finlandia nel 1928 con l'idea di trovare compatrioti che avessero il desiderio di una vita dalle caratteristiche simili a quella che lui aveva trovato oltre oceano. Scrisse quindi un libro sul suo viaggio, vari articoli e tenne conferenze per trovare seguito. Nel periodo che va dal primo settembre 1927 al 16 ottobre 1940, arrivarono al porto di Rio de Janeiro 296 finlandesi, di cui 208 registrati come immigranti.